# Estação Encarnação
Encarnação é uma estação do Metropolitano de Lisboa. Situa-se no município de Lisboa, em Portugal, entre as estações Moscavide e Aeroporto da Linha Vermelha. Foi inaugurada a 17 de julho de 2012 em conjunto com as estações Moscavide e Aeroporto, no âmbito da expansão desta linha ao Aeroporto Humberto Delgado.

## Descrição
Esta estação está localizada na Rua General Silva Freire, possibilitando o acesso ao bairro da Encarnação. O projeto arquitetónico é da autoria do arquiteto Alberto Barradas e as intervenções plásticas da artista belga Françoise Schein. À semelhança das mais recentes estações do Metropolitano de Lisboa, está equipada para poder servir passageiros com deficiências motoras, contando com vários elevadores e escadas rolantes que facilitam o acesso às plataformas.

## História
No dia 8 de junho de 2018, parte do revestimento do teto na zona das plataformas caiu, levando a que a estação estivesse encerrada entre os dias 9 e 16 de junho de 2018 para remoção de entulho e reparação do revestimento.

## Acessos
Esta estação conta com três acessos pedonais e um elevador entre o átrio e a superfície:
- Acesso 1 - está localizado no passeio norte da Rua General Silva Freire, próximo da Escola Básica de Santa Maria dos Olivais. Está direcionado para noroeste e conta com escadas pedonais.
- Acesso 2 - está localizado no passeio norte da Rua General Silva Freire, próximo da Escola Básica de Santa Maria dos Olivais. Está direcionado para sudeste e conta com escadas pedonais.
- Acesso 3 - está localizado no passeio norte da Rua General Silva Freire, próximo do cruzamento com a Rua Capitão Tenente Oliveira e Carmo. Está direcionado para sudeste e conta com escadas pedonais.
- Elevador - está localizado no passeio norte da Rua General Silva Freire, próximo do cruzamento com a Rua Frei Amador Arrais e Rua Conde Sabugosa, direcionado para sudeste.